# Região Geográfica Imediata de Santos
A Região Geográfica Imediata de Santos é uma das 53 regiões imediatas do estado brasileiro de São Paulo, uma das 2 regiões imediatas que compõem a Região Geográfica Intermediária de São Paulo e uma das 509 regiões imediatas no Brasil, criadas pelo IBGE em 2017.
É composta por 11 municípios, tendo uma de 1 837 294 habitantes e uma área total de 3 373 km².
A cidade-sede de Santos é a 7ª mais populosa da região Intermediária.
Seus municípios pertencem a Região Metropolitana da Baixada Santista (exceto Itariri e Pedro de Toledo).

## Municípios
Fonte: IBGE – Cidades
| Município       | População Estimativa 2017 | Área (km²) |
| --------------- | ------------------------- | ---------- |
| Bertioga        | 64 188                    | 492        |
| Cubatão         | 112 476                   | 143        |
| Guarujá         | 287 634                   | 145        |
| Itanhaém        | 112 476                   | 602        |
| Itariri         | 15 528                    | 274        |
| Mongaguá        | 61 951                    | 143        |
| Pedro de Toledo | 11 281                    | 670        |
| Peruíbe         | 68 352                    | 326        |
| Praia Grande    | 349 935                   | 149        |
| Santos          | 418 608                   | 281        |
| São Vicente     | 329 911                   | 148        |
| Total           | 1 837 294                 | 3 373      |